# Suzelia coccinea
Suzelia coccinea là một loài bọ cánh cứng trong họ Cerambycidae.